# Oshkosh, Nebraska

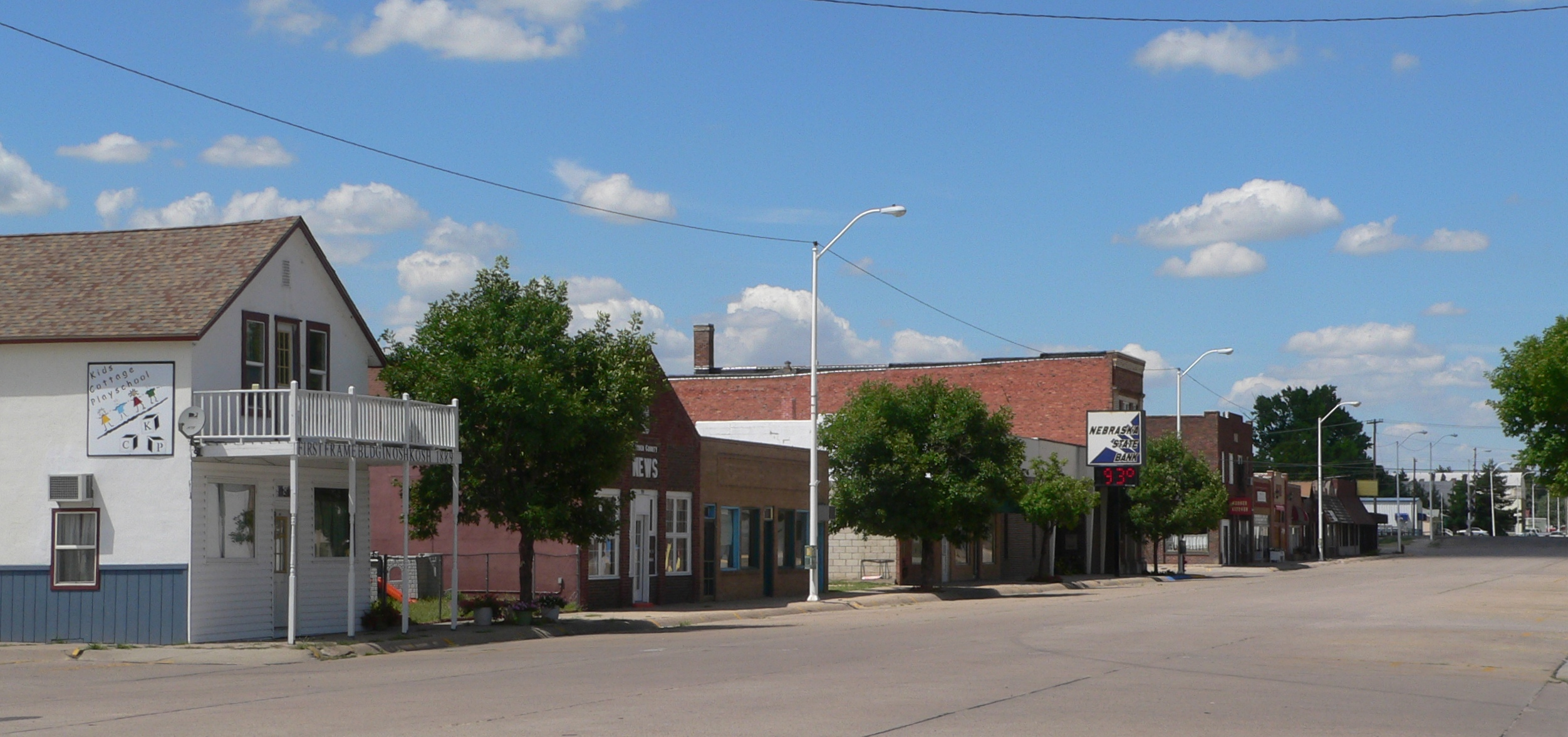
Main Street

Oshkosh är en stad (city) i den amerikanska delstaten Nebraska och huvudort i Garden County. Staden är belägen på norra sidan av North Platte River och hade 884 invånare vid 2010 års federala folkräkning.

## Historia
Oshkosh grundades på 1880-talet av boskapsuppfödare som fann platsen lämplig för bete. Orten döptes efter den då befintliga större staden Oshkosh, Wisconsin och fick sitt första postkontor 1889. 1908 fick orten järnvägsförbindelse, och 1909 blev den huvudort i det då bildade Garden County. 1910 fick Oshkosh stadsrättigheter. Regionens jordbruk drabbades av ekonomisk tillbakagång i samband med den stora depressionen och Dust Bowl på 1930-talet, och staden och det omkringliggande countyt tillhör idag de mer glesbefolkade delarna av Nebraska.